# Hrvatini
Hrvatini (în italiană Crevatini) este un sat în sud-vestul Sloveniei, în municipalitatea Koper.
De secole, Hrvatini a aparținut de municipalitatea Muggia (acum în Italia). După dizolvarea Teritoriului Liber al Triestului, în 1954, Hrvatini a fost anexat de Republica Socialistă Federativă Iugoslavia. De atunci, localitatea este subordonată administrativ orașului Koper. În timpul Războiului de Zece Zile, în 1991, o debarcare a forțelor speciale ale Armatei Populare Iugoslave a fost respinsă lângă Hrvatini de forțele slovene.
În Hrvatini se vorbesc în mod tradițional atât slovena cât și italiana, bilingvismul sloveno-italian fiind oficial.